# Resolutie 1426 Veiligheidsraad Verenigde Naties
Resolutie 1426 van de Veiligheidsraad van de Verenigde Naties werd op 24 juli 2002 zonder stemming aangenomen door de VN-Veiligheidsraad. De resolutie steunde Zwitserlands kandidatuur als VN-lidstaat.

## Inhoud
De Veiligheidsraad:
- Bestudeerde de aanvraag van de Zwitserse Confederatie voor VN-lidmaatschap.
- Beveelt de Algemene Vergadering aan Zwitserland het lidmaatschap toe te kennen.

## Verwante resoluties
- Resolutie 1326 Veiligheidsraad Verenigde Naties (2000, FRY)
- Resolutie 1414 Veiligheidsraad Verenigde Naties (Oost-Timor)
- Resolutie 1691 Veiligheidsraad Verenigde Naties (2006, Montenegro)
- Resolutie 1999 Veiligheidsraad Verenigde Naties (2011, Zuid-Soedan)

Lijst ·  1387 ·  1388 ·  1389 ·  1390 ·  1391 ·  1392 ·  1393 ·  1394 ·  1395 ·  1396 ·  1397 ·  1398 ·  1399 ·  1400 ·  1401 ·  1402 ·  1403 ·  1404 ·  1405 ·  1406 ·  1407 ·  1408 ·  1409 ·  1410 ·  1411 ·  1412 ·  1413 ·  1414 ·  1415 ·  1416 ·  1417 ·  1418 ·  1419 ·  1420 ·  1421 ·  1422 ·  1423 ·  1424 ·  1425 ·  1426 ·  1427 ·  1428 ·  1429 ·  1430 ·  1431 ·  1432 ·  1433 ·  1434 ·  1435 ·  1436 ·  1437 ·  1438 ·  1439 ·  1440 ·  1441 ·  1442 ·  1443 ·  1444 ·  1445 ·  1446 ·  1447 ·  1448 ·  1449 ·  1450 ·  1451 ·  1452 ·  1453 ·  1454